# Halocarpus
Halocarpus es un género de coníferas pertenececiente a la familia de las podocarpáceas. Contiene fanerófitos perennifolios y son endémicos de Nueva Zelanda.